# Seznam medailistů na mistrovství světa v boxu

## Papírová váha (do 49 kg)
| Mistrovství    | Zlato                    | Stříbro                 | Bronz                       |
| -------------- | ------------------------ | ----------------------- | --------------------------- |
| 1974 Havana    | Jorge Hernández (CUB)    | Stephen Muchoki (KEN)   | Enrique Rodríguez (ESP)     |
| 1974 Havana    | Jorge Hernández (CUB)    | Stephen Muchoki (KEN)   | Jevgenij Judin (URS)        |
| 1978 Bělehrad  | Stephen Muchoki (KEN)    | Jorge Hernández (CUB)   | Armando Guevara (VEN)       |
| 1978 Bělehrad  | Stephen Muchoki (KEN)    | Jorge Hernández (CUB)   | Richard Sandoval (USA)      |
| 1982 Mnichov   | Ismail Mustafov (BUL)    | Go Yong-Hwan (PRK)      | Huh Yong-Mo (KOR)           |
| 1982 Mnichov   | Ismail Mustafov (BUL)    | Go Yong-Hwan (PRK)      | Dietmar Geilich (GDR)       |
| 1986 Reno      | Juan Torres Odelin (CUB) | Luis Román Rolón (PUR)  | José Rodrigues (BRA)        |
| 1986 Reno      | Juan Torres Odelin (CUB) | Luis Román Rolón (PUR)  | Oh Kwang-Soo (KOR)          |
| 1989 Moskva    | Eric Griffin (USA)       | Rogelio Marcelo (CUB)   | Kim Dok-Nam (PRK)           |
| 1989 Moskva    | Eric Griffin (USA)       | Rogelio Marcelo (CUB)   | Nshan Munchyan (URS)        |
| 1991 Sydney    | Eric Griffin (USA)       | Rogelio Marcelo (CUB)   | Nelson Dieppa (PUR)         |
| 1991 Sydney    | Eric Griffin (USA)       | Rogelio Marcelo (CUB)   | Daniel Petrov (BUL)         |
| 1993 Tampere   | Nshan Munchyan (ARM)     | Daniel Petrov (BUL)     | Albert Guardado (USA)       |
| 1993 Tampere   | Nshan Munchyan (ARM)     | Daniel Petrov (BUL)     | Erdenet Tsogtjargal (MGL)   |
| 1995 Berlin    | Daniel Petrov (BUL)      | Bernard Inom (FRA)      | Hamid Berhili (MAR)         |
| 1995 Berlin    | Daniel Petrov (BUL)      | Bernard Inom (FRA)      | Juan Ramírez (CUB)          |
| 1997 Budapešť  | Maikro Romero (CUB)      | Roel Velasco (PHI)      | Rudolf Dydi (SVK)           |
| 1997 Budapešť  | Maikro Romero (CUB)      | Roel Velasco (PHI)      | Daniel Petrov (BUL)         |
| 1999 Houston   | Brian Viloria (USA)      | Maikro Romero (CUB)     | Aleksander Nabandyan (RUS)  |
| 1999 Houston   | Brian Viloria (USA)      | Maikro Romero (CUB)     | Suban Punnon (THA)          |
| 2001 Belfast   | Yan Bartelemí (CUB)      | Marian Velicu (ROM)     | Ronald Siler (USA)          |
| 2001 Belfast   | Yan Bartelemí (CUB)      | Marian Velicu (ROM)     | Harry Tañamor (PHI)         |
| 2003 Bangkok   | Sergej Kazakov (RUS)     | Cou Š’-ming (CHN)       | Nauman Karim (PAK)          |
| 2003 Bangkok   | Sergej Kazakov (RUS)     | Cou Š’-ming (CHN)       | Harry Tañamor (PHI)         |
| 2005 Mien-jang | Cou Š’-ming (CHN)        | Bedak Pál (HUN)         | Sherali Dostiev (TJK)       |
| 2005 Mien-jang | Cou Š’-ming (CHN)        | Bedak Pál (HUN)         | Birzhan Zhakypov (KAZ)      |
| 2007 Chicago   | Cou Š’-ming (CHN)        | Harry Tañamor (PHI)     | Amnat Ruanroeng (THA)       |
| 2007 Chicago   | Cou Š’-ming (CHN)        | Harry Tañamor (PHI)     | Nordine Oubaali (FRA)       |
| 2009 Milán     | Serdamba Purevdorj (MGL) | David Ayrapetyan (RUS)  | Li Jiazhao (CHN)            |
| 2009 Milán     | Serdamba Purevdorj (MGL) | David Ayrapetyan (RUS)  | Shin Jong-Hun (KOR)         |
| 2011 Baku      | Cou Š’-ming (CHN)        | Shin Jong-Hun (KOR)     | Pürevdorjiin Serdamba (MGL) |
| 2011 Baku      | Cou Š’-ming (CHN)        | Shin Jong-Hun (KOR)     | David Ayrapetyan (RUS)      |
| 2013 Almaty    | Birzhan Zhakypov (KAZ)   | Mohamed Flissi (ALG)    | Yosvany Veitía (CUB)        |
| 2013 Almaty    | Birzhan Zhakypov (KAZ)   | Mohamed Flissi (ALG)    | David Jimenez (CRC)         |
| 2015 Doha      | Joahnys Argilagos (CUB)  | Vasilii Egorov (RUS)    | Rogen Ladon (PHI)           |
| 2015 Doha      | Joahnys Argilagos (CUB)  | Vasilii Egorov (RUS)    | Dmytro Zamotayev (UKR)      |
| 2017 Hamburg   | Joahnys Argilagos (CUB)  | Hasanboy Dusmatov (UZB) | Zhomart Yerzhan (KAZ)       |
| 2017 Hamburg   | Joahnys Argilagos (CUB)  | Hasanboy Dusmatov (UZB) | Yuberjen Martínez (COL)     |

## Muší váha (do 52 kg)
| Mistrovství        | Zlato                     | Stříbro                   | Bronz                           |
| ------------------ | ------------------------- | ------------------------- | ------------------------------- |
| 1974 Havana        | Douglas Rodríguez (CUB)   | Alfredo Pérez (VEN)       | Vladislav Zasypko (URS)         |
| 1974 Havana        | Douglas Rodríguez (CUB)   | Alfredo Pérez (VEN)       | Constantin Gruiescu (ROU)       |
| 1978 Bělehrad      | Henryk Średnicki (POL)    | Héctor Ramírez (CUB)      | Alexandr Michajlov (URS)        |
| 1978 Bělehrad      | Henryk Średnicki (POL)    | Héctor Ramírez (CUB)      | Ishi Koki (JPN)                 |
| 1982 Mnichov       | Yuri Alexandrov (URS)     | Michael Collins (USA)     | Jesús Pool (VEN)                |
| 1982 Mnichov       | Yuri Alexandrov (URS)     | Michael Collins (USA)     | Constantin Titoiu (ROM)         |
| 1986 Reno          | Pedro Orlando Reyes (CUB) | David Grimán (VEN)        | János Varadi (HUN)              |
| 1986 Reno          | Pedro Orlando Reyes (CUB) | David Grimán (VEN)        | Eyüp Can (TUR)                  |
| 1989 Moskva        | Yuri Arbachakov (URS)     | Pedro Orlando Reyes (CUB) | Li Dwang-Sik (PRK)              |
| 1989 Moskva        | Yuri Arbachakov (URS)     | Pedro Orlando Reyes (CUB) | Krzysztof Wróblewski (POL)      |
| 1991 Sydney        | István Kovács (HUN)       | Choi Chol-Su (PRK)        | Hassan Mustafa (EGY)            |
| 1991 Sydney        | István Kovács (HUN)       | Choi Chol-Su (PRK)        | Yuliyan Strogov (BUL)           |
| 1993 Tampere       | Waldemar Font (CUB)       | Kikmatulla Ahmedov (UZB)  | Hassan Mustafa (EGY)            |
| 1993 Tampere       | Waldemar Font (CUB)       | Kikmatulla Ahmedov (UZB)  | Damaen Kelly (IRL)              |
| 1995 Berlin        | Zoltan Lunka (GER)        | Bulat Jumadilov (KAZ)     | Raúl González (CUB)             |
| 1995 Berlin        | Zoltan Lunka (GER)        | Bulat Jumadilov (KAZ)     | Joni Turunen (FIN)              |
| 1997 Budapešť      | Manuel Mantilla (CUB)     | Ilfat Riazapov (RUS)      | Omar Andrés Narváez (ARG)       |
| 1997 Budapešť      | Manuel Mantilla (CUB)     | Ilfat Riazapov (RUS)      | Bulat Jumadilov (KAZ)           |
| 1999 Houston       | Bulat Jumadilov (KAZ)     | Omar Andrés Narváez (ARG) | Waldemar Cuceranu (ROM)         |
| 1999 Houston       | Bulat Jumadilov (KAZ)     | Omar Andrés Narváez (ARG) | Andrzej Rzany (POL)             |
| 2001 Belfast       | Jérôme Thomas (FRA)       | Vladimir Sidorenko (UKR)  | Alexandar Alexandrov (BUL)      |
| 2001 Belfast       | Jérôme Thomas (FRA)       | Vladimir Sidorenko (UKR)  | Georgy Balakshin (RUS)          |
| 2003 Bangkok       | Somjit Jongjohor (THA)    | Jérôme Thomas (FRA)       | Alexandar Alexandrov (BUL)      |
| 2003 Bangkok       | Somjit Jongjohor (THA)    | Jérôme Thomas (FRA)       | Rustamhodza Rahimov (GER)       |
| 2005 Mien-jang     | Lee Ok-Sung (KOR)         | Andry Laffita (CUB)       | Rau'shee Warren (USA)           |
| 2005 Mien-jang     | Lee Ok-Sung (KOR)         | Andry Laffita (CUB)       | Mirat Sarsembayev (KAZ)         |
| 2007 Chicago       | Rau'shee Warren (USA)     | Somjit Jongjohor (THA)    | Vincenzo Picardi (ITA)          |
| 2007 Chicago       | Rau'shee Warren (USA)     | Somjit Jongjohor (THA)    | Samir Mammadov (AZE)            |
| 2009 Milán         | McWilliams Arroyo (PUR)   | Tugstsogt Nyambayar (MGL) | Ronny Beblik (GER)              |
| 2009 Milán         | McWilliams Arroyo (PUR)   | Tugstsogt Nyambayar (MGL) | Michail Alojan (RUS)            |
| 2011 Baku          | Michail Alojan (RUS)      | Andrew Selby (WAL)        | Rau'shee Warren (USA)           |
| 2011 Baku          | Michail Alojan (RUS)      | Andrew Selby (WAL)        | Jasurbek Latipov (UZB)          |
| 2013 Almaty        | Michail Alojan (RUS)      | Jasurbek Latipov (UZB)    | Andrew Selby (WAL)              |
| 2013 Almaty        | Michail Alojan (RUS)      | Jasurbek Latipov (UZB)    | Chatchai Butdee (THA)           |
| 2015 Doha          | Elvin Mamishzada (AZE)    | Yosvany Veitía (CUB)      | Hu Jianguan (CHN)               |
| 2015 Doha          | Elvin Mamishzada (AZE)    | Yosvany Veitía (CUB)      | Mohamed Flissi (ALG)            |
| 2017 Hamburg       | Yosvany Veitía (CUB)      | Jasurbek Latipov (UZB)    | Tamir Galanov (RUS)             |
| 2017 Hamburg       | Yosvany Veitía (CUB)      | Jasurbek Latipov (UZB)    | Kim In-kyu (KOR)                |
| 2019 Jekatěrinburg | Šachobidin Zoirov (UZB)   | Amit Panghal (IND)        | Billal Bennama (FRA)            |
| 2019 Jekatěrinburg | Šachobidin Zoirov (UZB)   | Amit Panghal (IND)        | Saken Bibosinov (KAZ)           |
| 2021 Bělehrad      | Saken Bibossinov (KAZ)    | Roscoe Hill (USA)         | Akhtem Zakirov (RUS)            |
| 2021 Bělehrad      | Saken Bibossinov (KAZ)    | Roscoe Hill (USA)         | Thanarat Saengphet ([[Země\|]]) |

## Bantamová váha (do 56 kg)
| Mistrovství    | Zlato                      | Stříbro                    | Bronz                         |
| -------------- | -------------------------- | -------------------------- | ----------------------------- |
| 1974 Havana    | Wilfredo Gómez (PUR)       | Luis Jorge Romero (CUB)    | Aldo Cosentino (FRA)          |
| 1974 Havana    | Wilfredo Gómez (PUR)       | Luis Jorge Romero (CUB)    | David Torosyan (URS)          |
| 1978 Bělehrad  | Adolfo Horta (CUB)         | Fazlija Šaćirović (YUG)    | Stephan Förster (GDR)         |
| 1978 Bělehrad  | Adolfo Horta (CUB)         | Fazlija Šaćirović (YUG)    | Chung Kim Chil (KOR)          |
| 1982 Mnichov   | Floyd Favors (USA)         | Viktor Mirošničenko (URS)  | Sami Buzoli (YUG)             |
| 1982 Mnichov   | Floyd Favors (USA)         | Viktor Mirošničenko (URS)  | Klaus-Dieter Kirchstein (GDR) |
| 1986 Reno      | Moon Sung-Kil (KOR)        | Rene Breitbarth (GDR)      | Arnaldo Mesa (CUB)            |
| 1986 Reno      | Moon Sung-Kil (KOR)        | Rene Breitbarth (GDR)      | Yuri Alexandrov (URS)         |
| 1989 Moskva    | Enrique Carríon (CUB)      | Serafim Todorov (BUL)      | Li Yong-Ho (PRK)              |
| 1989 Moskva    | Enrique Carríon (CUB)      | Serafim Todorov (BUL)      | Luigi Quitadamo (ITA)         |
| 1991 Sydney    | Serafim Todorov (BUL)      | Enrique Carríon (CUB)      | Vladislav Antonov (URS)       |
| 1991 Sydney    | Serafim Todorov (BUL)      | Enrique Carríon (CUB)      | Li Gwang-Sik (PRK)            |
| 1993 Tampere   | Aleksandar Khristov (BUL)  | Joel Casamayor (CUB)       | Vladyslav Antonov (URS)       |
| 1993 Tampere   | Aleksandar Khristov (BUL)  | Joel Casamayor (CUB)       | Ilhan Güler (TUR)             |
| 1995 Berlin    | Raimkul Malakhbekov (RUS)  | Robert Ciba (POL)          | Dirk Krüger (GER)             |
| 1995 Berlin    | Raimkul Malakhbekov (RUS)  | Robert Ciba (POL)          | Artur Mikelyan (ARM)          |
| 1997 Budapešť  | Raimkul Malakhbekov (RUS)  | Waldemar Font (CUB)        | Soner Karagöz (TUR)           |
| 1997 Budapešť  | Raimkul Malakhbekov (RUS)  | Waldemar Font (CUB)        | Aram Ramazyan (ARM)           |
| 1999 Sydney    | George Olteanu (ROM)       | Kamil Djamaloudinov (RUS)  | Benoît Gaudet (CAN)           |
| 1999 Sydney    | George Olteanu (ROM)       | Kamil Djamaloudinov (RUS)  | Sachis Mechchiyev (BLR)       |
| 2001 Belfast   | Guillermo Rigondeaux (CUB) | Agasi Agaguloglu (TUR)     | Sergej Danilčenko (UKR)       |
| 2001 Belfast   | Guillermo Rigondeaux (CUB) | Agasi Agaguloglu (TUR)     | Suriel Rotas (DOM)            |
| 2003 Bangkok   | Aghasi Mammadov (AZE)      | Gennadiy Kovalev (RUS)     | Detelin Dalakliev (BUL)       |
| 2003 Bangkok   | Aghasi Mammadov (AZE)      | Gennadiy Kovalev (RUS)     | Bahodirjon Sultonov (UZB)     |
| 2005 Mien-jang | Guillermo Rigondeaux (CUB) | Rustamhodza Rahimov (GER)  | Ali Hallab (FRA)              |
| 2005 Mien-jang | Guillermo Rigondeaux (CUB) | Rustamhodza Rahimov (GER)  | Gary Russell, Jr. (USA)       |
| 2007 Chicago   | Sergej Vodopjanov (RUS)    | Enchbatyn Badar-Úgan (MGL) | McJoe Arroyo (PUR)            |
| 2007 Chicago   | Sergej Vodopjanov (RUS)    | Enchbatyn Badar-Úgan (MGL) | Joe Murray (ENG)              |
| 2009 Milán     | Detelin Dalakliev (BUL)    | Eduard Abzalimov (RUS)     | Yankiel Leon Alarcon (CUB)    |
| 2009 Milán     | Detelin Dalakliev (BUL)    | Eduard Abzalimov (RUS)     | John Joe Nevin (IRL)          |
| 2011 Baku      | Lázaro Álvarez (CUB)       | Luke Campbell (ENG)        | John Joe Nevin (IRL)          |
| 2011 Baku      | Lázaro Álvarez (CUB)       | Luke Campbell (ENG)        | Anvar Yunusov (TJK)           |
| 2013 Almaty    | Javid Chalabiyev (AZE)     | Vladimir Nikitin (RUS)     | Mykola Butsenko (UKR)         |
| 2013 Almaty    | Javid Chalabiyev (AZE)     | Vladimir Nikitin (RUS)     | Kairat Yeraliyev (KAZ)        |
| 2015 Doha      | Michael Conlan (IRL)       | Murodjon Ahmadaliyev (UZB) | Shiva Thapa (IND)             |
| 2015 Doha      | Michael Conlan (IRL)       | Murodjon Ahmadaliyev (UZB) | Dzmitry Asanau (BLR)          |
| 2017 Hamburg   | Kairat Yeraliyev (KAZ)     | Duke Ragan (USA)           | Peter McGrail (GBR)           |
| 2017 Hamburg   | Kairat Yeraliyev (KAZ)     | Duke Ragan (USA)           | Gaurav Bidhuri (IND)          |
| 2021 Bělehrad  | Tomoya Tsuboi (JPN)        | Makhmud Sabyrkhan (KAZ)    | Akash Kumar (IND)             |
| 2021 Bělehrad  | Tomoya Tsuboi (JPN)        | Makhmud Sabyrkhan (KAZ)    | Billal Bennama (FRA)          |

## Pérová váha (do 57 kg)
| Mistrovství        | Zlato                          | Stříbro                    | Bronz                         |
| ------------------ | ------------------------------ | -------------------------- | ----------------------------- |
| 1974 Havana        | Howard Davis, Jr. (USA)        | Boris Kuzněcov (URS)       | Mariano Álvarez (CUB)         |
| 1974 Havana        | Howard Davis, Jr. (USA)        | Boris Kuzněcov (URS)       | Rigoberto Garibaldi (PAN)     |
| 1978 Bělehrad      | Ángel Herrera Vera (CUB)       | Bratislav Ristić (YUG)     | Roman Gotfryd (POL)           |
| 1978 Bělehrad      | Ángel Herrera Vera (CUB)       | Bratislav Ristić (YUG)     | Antonio Esperragozza (VEN)    |
| 1982 Mnichov       | Adolfo Horta (CUB)             | Rawsalyn Otgonbayar (MGL)  | Richard Nowakowski (GDR)      |
| 1982 Mnichov       | Adolfo Horta (CUB)             | Rawsalyn Otgonbayar (MGL)  | Bernard Gray (USA)            |
| 1986 Reno          | Kelcie Banks (USA)             | Jesus Sollet (CUB)         | Andreas Zülow (GDR)           |
| 1986 Reno          | Kelcie Banks (USA)             | Jesus Sollet (CUB)         | Tomasz Nowak (POL)            |
| 1989 Moskva        | Ayrat Khamatov (URS)           | Kirkor Kirkorov (BUL)      | Arnaldo Mesa (CUB)            |
| 1989 Moskva        | Ayrat Khamatov (URS)           | Kirkor Kirkorov (BUL)      | Jamie Nicholson (AUS)         |
| 1991 Sydney        | Kirkor Kirkorov (BUL)          | Park Duk-Kyu (KOR)         | Hocine Soltani (ALG)          |
| 1991 Sydney        | Kirkor Kirkorov (BUL)          | Park Duk-Kyu (KOR)         | Arnaldo Mesa (CUB)            |
| 1993 Tampere       | Serafim Todorov (BUL)          | Enrique Carrion (CUB)      | Ramazan Palyani (GEO)         |
| 1993 Tampere       | Serafim Todorov (BUL)          | Enrique Carrion (CUB)      | Marcelica Tudoriu (ROM)       |
| 1995 Berlin        | Serafim Todorov (BUL)          | Noureddine Medjehoud (ALG) | Vitas Bičiulaitis (LIT)       |
| 1995 Berlin        | Serafim Todorov (BUL)          | Noureddine Medjehoud (ALG) | Falk Huste (GER)              |
| 1997 Budapešť      | István Kovács (HUN)            | Falk Huste (GER)           | Sayan Sanszat (RUS)           |
| 1997 Budapešť      | István Kovács (HUN)            | Falk Huste (GER)           | Rusinelson Hardy (CUB)        |
| 1999 Houston       | Rocky Juarez (USA)             | Tulkunbay Turgunov (UZB)   | Ramaz Paliani (TUR)           |
| 1999 Houston       | Rocky Juarez (USA)             | Tulkunbay Turgunov (UZB)   | Ovidiu Bobirnat (ROM)         |
| 2001 Belfast       | Ramaz Paliani (TUR)            | Galib Jafarov (KAZ)        | Majid Jelili (SWE)            |
| 2001 Belfast       | Ramaz Paliani (TUR)            | Galib Jafarov (KAZ)        | Joni Turunen (FIN)            |
| 2003 Bangkok       | Galib Jafarov (KAZ)            | Vitali Tajbert (GER)       | Abdusalom Chasanov (TJK)      |
| 2003 Bangkok       | Galib Jafarov (KAZ)            | Vitali Tajbert (GER)       | Cho Seok-Hwan (KOR)           |
| 2005 Mien-jang     | Alexej Tiščenko (RUS)          | Alexej Šajdulin (BUL)      | Yuriorkis Gamboa (CUB)        |
| 2005 Mien-jang     | Alexej Tiščenko (RUS)          | Alexej Šajdulin (BUL)      | Viorel Simion (ROM)           |
| 2007 Chicago       | Albert Selimov (RUS)           | Vasyl Lomačenko (UKR)      | Yakup Kilic (TUR)             |
| 2007 Chicago       | Albert Selimov (RUS)           | Vasyl Lomačenko (UKR)      | Li Yang (CHN)                 |
| 2009 Milán         | Vasyl Lomačenko (UKR)          | Sergej Vodopjanov (RUS)    | Óscar Valdez (MEX)            |
| 2009 Milán         | Vasyl Lomačenko (UKR)          | Sergej Vodopjanov (RUS)    | Bahodirjon Sooltonov (UZB)    |
| 2019 Jekatěrinburg | Mirazizbek Mirzakhalilov (UZB) | Lázaro Álvarez (CUB)       | Peter McGrail (ENG)           |
| 2019 Jekatěrinburg | Mirazizbek Mirzakhalilov (UZB) | Lázaro Álvarez (CUB)       | Erdenebatyn Tsendbaatar (MGL) |
| 2021 Bělehrad      | Jahmal Harvey (USA)            | Serik Temirzhanov (KAZ)    | Samuel Kistohurry (FRA)       |
| 2021 Bělehrad      | Jahmal Harvey (USA)            | Serik Temirzhanov (KAZ)    | Osvel Caballero (CUB)         |

## Lehká váha (do 60 kg)
| Mistrovství    | Zlato                    | Stříbro                    | Bronz                            |
| -------------- | ------------------------ | -------------------------- | -------------------------------- |
| 1974 Havana    | Vassily Solomin (URS)    | Simion Cuţov (ROM)         | Luis Echaide (CUB)               |
| 1974 Havana    | Vassily Solomin (URS)    | Simion Cuţov (ROM)         | José Luis Vellon (PUR)           |
| 1978 Bělehrad  | Andeh Davidson (NGR)     | Vladimir Sorokin (URS)     | René Weller (FRG)                |
| 1978 Bělehrad  | Andeh Davidson (NGR)     | Vladimir Sorokin (URS)     | Lutz Käsebier (GDR)              |
| 1982 Mnichov   | Ángel Herrera Vera (CUB) | Pernell Whitaker (USA)     | Viorel Ioana (ROM)               |
| 1982 Mnichov   | Ángel Herrera Vera (CUB) | Pernell Whitaker (USA)     | Milivoj Labudović (YUG)          |
| 1986 Reno      | Adolfo Horta (CUB)       | Engels Pedroza (VEN)       | Orzubek Nazarov (URS)            |
| 1986 Reno      | Adolfo Horta (CUB)       | Engels Pedroza (VEN)       | Emil Chuprenski (BUL)            |
| 1989 Moskva    | Julio González (CUB)     | Andreas Zülow (GDR)        | Tonga McClain (USA)              |
| 1989 Moskva    | Julio González (CUB)     | Andreas Zülow (GDR)        | Kostya Tszyu (URS)               |
| 1991 Sydney    | Marco Rudolph (GER)      | Artur Grigoryan (URS)      | Justin Rowsell (AUS)             |
| 1991 Sydney    | Marco Rudolph (GER)      | Artur Grigoryan (URS)      | Vasile Nistor (ROM)              |
| 1993 Tampere   | Damian Austin (CUB)      | Larry Nicholson (USA)      | Tibor Rafael (SVK)               |
| 1993 Tampere   | Damian Austin (CUB)      | Larry Nicholson (USA)      | Vasile Nistor (ROM)              |
| 1995 Berlin    | Leonard Doroftei (ROM)   | Bruno Wartelle (FRA)       | Marco Rudolph (GER)              |
| 1995 Berlin    | Leonard Doroftei (ROM)   | Bruno Wartelle (FRA)       | Pablo Rojas (CUB)                |
| 1997 Budapešť  | Aleksander Maletin (RUS) | Tumentsetseg Uitumen (MGL) | Koba Gogoladze (GEO)             |
| 1997 Budapešť  | Aleksander Maletin (RUS) | Tumentsetseg Uitumen (MGL) | Shin Eun-Chul (KOR)              |
| 1999 Houston   | Mario Kindelán (CUB)     | Aleksey Steponov (RUS)     | Gheorghe Lungu (ROM)             |
| 1999 Houston   | Mario Kindelán (CUB)     | Aleksey Steponov (RUS)     | Dimitar Stilianov (BUL)          |
| 2001 Belfast   | Mario Kindelán (CUB)     | Vladimir Kolesnik (UKR)    | Alexandr Maletin (RUS)           |
| 2001 Belfast   | Mario Kindelán (CUB)     | Vladimir Kolesnik (UKR)    | Filip Palić (CRO)                |
| 2003 Bangkok   | Mario Kindelán (CUB)     | Pichai Sayotha (THA)       | Martin Dressen (GER)             |
| 2003 Bangkok   | Mario Kindelán (CUB)     | Pichai Sayotha (THA)       | Gyula Kate (HUN)                 |
| 2005 Mien-jang | Yordenis Ugás (CUB)      | Romal Amanov (AZE)         | Chabib Allachverdijev (RUS)      |
| 2005 Mien-jang | Yordenis Ugás (CUB)      | Romal Amanov (AZE)         | Domenico Valentino (ITA)         |
| 2007 Chicago   | Frankie Gavin (ENG)      | Domenico Valentino (ITA)   | Alexej Tiščenko (RUS)            |
| 2007 Chicago   | Frankie Gavin (ENG)      | Domenico Valentino (ITA)   | Kim Song Guk (PRK)               |
| 2009 Milán     | Domenico Valentino (ITA) | Jose Pedraza (PUR)         | Koba Pkhakadze (GEO)             |
| 2009 Milán     | Domenico Valentino (ITA) | Jose Pedraza (PUR)         | Albert Selimov (RUS)             |
| 2011 Baku      | Vasyl Lomačenko (UKR)    | Yasniel Toledo (CUB)       | Domenico Valentino (ITA)         |
| 2011 Baku      | Vasyl Lomačenko (UKR)    | Yasniel Toledo (CUB)       | Gani Zhailauov (KAZ)             |
| 2013 Almaty    | Lázaro Álvarez (CUB)     | Robson Conceição (BRA)     | Domenico Valentino (ITA)         |
| 2013 Almaty    | Lázaro Álvarez (CUB)     | Robson Conceição (BRA)     | Berik Abdrakhmanov (KAZ)         |
| 2015 Doha      | Lázaro Álvarez (CUB)     | Albert Selimov (AZE)       | Elnur Abduraimov (UZB)           |
| 2015 Doha      | Lázaro Álvarez (CUB)     | Albert Selimov (AZE)       | Robson Conceição (BRA)           |
| 2017 Hamburg   | Sofiane Oumiha (FRA)     | Lázaro Álvarez (CUB)       | Otar Eranosyan (GEO)             |
| 2017 Hamburg   | Sofiane Oumiha (FRA)     | Lázaro Álvarez (CUB)       | Dorjnyambuugiin Otgondalai (MGL) |
| 2021 Bělehrad  | Sofiane Oumiha (FRA)     | Abdumalik Khalokov (UZB)   | Danial Shahbakhsh (IRI)          |
| 2021 Bělehrad  | Sofiane Oumiha (FRA)     | Abdumalik Khalokov (UZB)   | Alexy de la Cruz (DOM)           |

## Lehká velterová váha (do 64 kg)
| Mistrovství      | Zlato                       | Stříbro                       | Bronz                       |
| ---------------- | --------------------------- | ----------------------------- | --------------------------- |
| 1974 Havana      | Emilio Correa (CUB)         | Clinton Jackson (USA)         | Plamen Jankov (BUL)         |
| 1974 Havana      | Emilio Correa (CUB)         | Clinton Jackson (USA)         | Zbigniew Kicka (POL)        |
| 1978 Bělehrad    | Valery Rachkov (URS)        | Miodrag Perunović (YUG)       | Roosevelt Green (USA)       |
| 1978 Bělehrad    | Valery Rachkov (URS)        | Miodrag Perunović (YUG)       | Ernst Müller (FRG)          |
| 1982 Mnichov     | Mark Breland (USA)          | Serik Konakbayev (URS)        | Manfred Zielonka (FRG)      |
| 1982 Mnichov     | Mark Breland (USA)          | Serik Konakbayev (URS)        | Roland Omoruyi (NGR)        |
| 1986 Reno        | Kenneth Gould (USA)         | Candelario Duvergel (CUB)     | Tibor Molnár (HUN)          |
| 1986 Reno        | Kenneth Gould (USA)         | Candelario Duvergel (CUB)     | Torsten Schmitz (GDR)       |
| 1989 Moskva      | Francisc Vaştag (ROM)       | Siegfried Mehnert (GDR)       | Raúl Márquez (USA)          |
| 1989 Moskva      | Francisc Vaştag (ROM)       | Siegfried Mehnert (GDR)       | Vladimir Ereshchenko (URS)  |
| 1991 Sydney      | Juan Hernández Sierra (CUB) | Andreas Otto (GER)            | Francisc Vastag (ROM)       |
| 1991 Sydney      | Juan Hernández Sierra (CUB) | Andreas Otto (GER)            | Stephen Scriggins (AUS)     |
| 1993 Tampere     | Juan Hernández Sierra (CUB) | Vitalijus Karpačiauskas (LTU) | Sergiy Gorodniczev (UKR)    |
| 1993 Tampere     | Juan Hernández Sierra (CUB) | Vitalijus Karpačiauskas (LTU) | Andreas Otto (GER)          |
| 1995 Berlin      | Juan Hernández Sierra (CUB) | Oleg Saitov (RUS)             | Nariman Atayev (UZB)        |
| 1995 Berlin      | Juan Hernández Sierra (CUB) | Oleg Saitov (RUS)             | Andreas Otto (GER)          |
| 1997 Budapešť    | Oleg Saitov (RUS)           | Sergiy Dzindziruk (UKR)       | Juan Hernández Sierra (CUB) |
| 1997 Budapešť    | Oleg Saitov (RUS)           | Sergiy Dzindziruk (UKR)       | Marian Simon (ROM)          |
| 1999 Houston     | Juan Hernández Sierra (CUB) | Timur Gaydalov (RUS)          | Leonard Bundu (ITA)         |
| 1999 Houston     | Juan Hernández Sierra (CUB) | Timur Gaydalov (RUS)          | Lucian Bute (ROM)           |
| 2001 Belfast     | Lorenzo Aragón (CUB)        | Anthony Thompson (USA)        | Sherzod Husanov (UZB)       |
| 2001 Belfast     | Lorenzo Aragón (CUB)        | Anthony Thompson (USA)        | James Moore (IRL)           |
| 2003 Bangkok     | Lorenzo Aragón (CUB)        | Sherzod Husanov (UZB)         | Andre Berto (USA)           |
| 2003 Bangkok     | Lorenzo Aragón (CUB)        | Sherzod Husanov (UZB)         | Ruslan Khairov (AZE)        |
| 2005 Mien-jang   | Erislandy Lara (CUB)        | Magomed Nurutdinov (BLR)      | Bachtijar Artajev (KAZ)     |
| 2005 Mien-jang   | Erislandy Lara (CUB)        | Magomed Nurutdinov (BLR)      | Neil Perkins (ENG)          |
| 2007 Chicago     | Demetrius Andrade (USA)     | Non Boonjumnong (THA)         | Adem Kilicci (TUR)          |
| 2007 Chicago     | Demetrius Andrade (USA)     | Non Boonjumnong (THA)         | Hanati Silamu (CHN)         |
| 2009 Milán       | Jack Culcay-Keth (GER)      | Andrey Zamkovoy (RUS)         | Botirjon Mahmudov (UZB)     |
| 2009 Milán       | Jack Culcay-Keth (GER)      | Andrey Zamkovoy (RUS)         | Serik Sapijev (KAZ)         |
| 2011 Baku        | Taras Shelestyuk (UKR)      | Serik Sapijev (KAZ)           | Egidijus Kavaliauskas (LTU) |
| 2011 Baku        | Taras Shelestyuk (UKR)      | Serik Sapijev (KAZ)           | Vikas Krishan Yadav (IND)   |
| 2013 Almaty      | Danijar Jelusinov (KAZ)     | Arisnoidys Despaigne (CUB)    | Arajik Marutjan (GER)       |
| 2013 Almaty      | Danijar Jelusinov (KAZ)     | Arisnoidys Despaigne (CUB)    | Gabriel Maestre (VEN)       |
| 2015 Doha        | Mohammed Rabii (MAR)        | Danijar Jelusinov (KAZ)       | Parviz Baghirov (AZE)       |
| 2015 Doha        | Mohammed Rabii (MAR)        | Danijar Jelusinov (KAZ)       | Liu Wei (CHN)               |
| 2017 Hamburg     | Andy Cruz Gómez (CUB)       | Ikboljon Kholdarov (UZB)      | Freudis Rojas (USA)         |
| 2017 Hamburg     | Andy Cruz Gómez (CUB)       | Ikboljon Kholdarov (UZB)      | Hovhannes Bachkov (ARM)     |
| 2019 Jekatěnburg | Andy Cruz Gómez (CUB)       | Keyshawn Davis (USA)          | Manish Kaushik (IND)        |
| 2019 Jekatěnburg | Andy Cruz Gómez (CUB)       | Keyshawn Davis (USA)          | Hovhannes Bachkov (ARM)     |
| 2021 Bělehrad    | Andy Cruz Gómez (CUB)       | Kerem Özmen (TUR)             | Reese Lynch (SCO)           |
| 2021 Bělehrad    | Andy Cruz Gómez (CUB)       | Kerem Özmen (TUR)             | Hovhannes Bachkov (ARM)     |

## Velterová váha (do 69 kg)
| Mistrovství        | Zlato                         | Stříbro                     | Bronz                            |
| ------------------ | ----------------------------- | --------------------------- | -------------------------------- |
| 1974 Havana        | Ayub Kalule (UGA)             | Vladimir Kolev (BUL)        | Ulrich Beyer (GDR)               |
| 1974 Havana        | Ayub Kalule (UGA)             | Vladimir Kolev (BUL)        | Amon Kotey (GHA)                 |
| 1978 Bělehrad      | Valery Lvov (URS)             | Memet Bogujevci (YUG)       | Jean-Claude Ruiz (FRA)           |
| 1978 Bělehrad      | Valery Lvov (URS)             | Memet Bogujevci (YUG)       | Karl-Heinz Krüger (GDR)          |
| 1982 Mnichov       | Carlos García (CUB)           | Kim Dong-Kil (KOR)          | Mirko Puzović (YUG)              |
| 1982 Mnichov       | Carlos García (CUB)           | Kim Dong-Kil (KOR)          | Shadrah Odhiambo (SWE)           |
| 1986 Reno          | Vassili Shyshov (URS)         | Howard Grant (CAN)          | Mirko Puzović (YUG)              |
| 1986 Reno          | Vassili Shyshov (URS)         | Howard Grant (CAN)          | Borislav Abadzhiev (BUL)         |
| 1989 Moskva        | Igor Ruzhnikov (URS)          | Andreas Otto (GDR)          | Vukašin Dobrašinović (YUG)       |
| 1989 Moskva        | Igor Ruzhnikov (URS)          | Andreas Otto (GDR)          | Michael Carruth (IRL)            |
| 1991 Sydney        | Kostya Tszyu (URS)            | Vernon Forrest (USA)        | Moses James (NGR)                |
| 1991 Sydney        | Kostya Tszyu (URS)            | Vernon Forrest (USA)        | Candelario Duvergel (CUB)        |
| 1993 Tampere       | Héctor Vinent (CUB)           | Jyri Kjall (FIN)            | Oleg Saitov (RUS)                |
| 1993 Tampere       | Héctor Vinent (CUB)           | Jyri Kjall (FIN)            | Oktay Urkal (GER)                |
| 1995 Berlin        | Héctor Vinent (CUB)           | Nurhan Süleymanoglu (TUR)   | Radoslav Suslekov (BUL)          |
| 1995 Berlin        | Héctor Vinent (CUB)           | Nurhan Süleymanoglu (TUR)   | Oktay Urkal (GER)                |
| 1997 Budapešť      | Dorel Simion (ROM)            | Paata Gvasalia (RUS)        | Tonton Semakala (SWE)            |
| 1997 Budapešť      | Dorel Simion (ROM)            | Paata Gvasalia (RUS)        | Lukáš Konečný (CZE)              |
| 1999 Houston       | Mahammatkodir Abdullaev (UZB) | Willy Blain (FRA)           | Ali Ahraoui (GER)                |
| 1999 Houston       | Mahammatkodir Abdullaev (UZB) | Willy Blain (FRA)           | Lukáš Konečný (CZE)              |
| 2001 Belfast       | Diógenes Luña (CUB)           | Dimitar Stilianov (BUL)     | Willy Blain (FRA)                |
| 2001 Belfast       | Diógenes Luña (CUB)           | Dimitar Stilianov (BUL)     | Yuriy Solotov (UKR)              |
| 2003 Bangkok       | Willy Blain (FRA)             | Alexandr Maletin (RUS)      | Manus Boonjumnong (THA)          |
| 2003 Bangkok       | Willy Blain (FRA)             | Alexandr Maletin (RUS)      | Tofik Ahmadov (AZE)              |
| 2005 Mien-jang     | Serik Sapijev (KAZ)           | Dilshod Mahmudov (UZB)      | Inocente Fiss (CUB)              |
| 2005 Mien-jang     | Serik Sapijev (KAZ)           | Dilshod Mahmudov (UZB)      | Emil Maharramov (AZE)            |
| 2007 Chicago       | Serik Sapijev (KAZ)           | Gennadij Kovalev (RUS)      | Masatsugu Kawachi (JPN)          |
| 2007 Chicago       | Serik Sapijev (KAZ)           | Gennadij Kovalev (RUS)      | Bradley Saunders (ENG)           |
| 2009 Milán         | Roniel Iglesias (CUB)         | Frankie Gomez (USA)         | Uranchimegiin Mönkh-Erdene (MGL) |
| 2009 Milán         | Roniel Iglesias (CUB)         | Frankie Gomez (USA)         | Gyula Káté (HUN)                 |
| 2011 Baku          | Éverton Lopes (BRA)           | Denys Berinchyk (UKR)       | Tom Stalker (ENG)                |
| 2011 Baku          | Éverton Lopes (BRA)           | Denys Berinchyk (UKR)       | Vincenzo Mangiacapre (ITA)       |
| 2013 Almaty        | Merey Akshalov (KAZ)          | Yasniel Toledo (CUB)        | Éverton Lopes (BRA)              |
| 2013 Almaty        | Merey Akshalov (KAZ)          | Yasniel Toledo (CUB)        | Uranchimegiin Mönkh-Erdene (MGL) |
| 2015 Doha          | Vitalij Dunajcev (RUS)        | Fazliddin Gaibnazarov (UZB) | Yasniel Toledo (CUB)             |
| 2015 Doha          | Vitalij Dunajcev (RUS)        | Fazliddin Gaibnazarov (UZB) | Wuttichai Masuk (THA)            |
| 2017 Hamburg       | Shakhram Giyasov (UZB)        | Roniel Iglesias (CUB)       | Ablajchan Žusupov (KAZ)          |
| 2017 Hamburg       | Shakhram Giyasov (UZB)        | Roniel Iglesias (CUB)       | Abass Baraou (GER)               |
| 2019 Jekatěrinburg | Andrej Zamkovoj (RUS)         | Pat McCormack (ENG)         | Ablajchan Žusupov (KAZ)          |
| 2019 Jekatěrinburg | Andrej Zamkovoj (RUS)         | Pat McCormack (ENG)         | Bobo-Usmon Baturov (UZB)         |
| 2021 Bělehrad      | Sewon Okazawa (JPN)           | Omari Jones (USA)           | Ablaikhan Zhussupov (KAZ)        |
| 2021 Bělehrad      | Sewon Okazawa (JPN)           | Omari Jones (USA)           | Lasha Guruli (GEO)               |

## Lehkotěžká váha (do 71 kg)
| Mistrovství   | Zlato                    | Stříbro                  | Bronz                          |
| ------------- | ------------------------ | ------------------------ | ------------------------------ |
| 1974 Havana   | Rolando Garbey (CUB)     | Alfredo Lemus (VEN)      | Anatoliy Klimanov (URS)        |
| 1974 Havana   | Rolando Garbey (CUB)     | Alfredo Lemus (VEN)      | Joseph Nsubuga (UGA)           |
| 1978 Bělehrad | Viktor Savčenko (URS)    | Luis Martínez (CUB)      | Jerzy Rybicki (POL)            |
| 1978 Bělehrad | Viktor Savčenko (URS)    | Luis Martínez (CUB)      | Ilya Ilyev (BUL)               |
| 1982 Mnichov  | Aleksandr Koshkyn (URS)  | Armando Martínez (CUB)   | Ludvík Lenďák (Československo) |
| 1982 Mnichov  | Aleksandr Koshkyn (URS)  | Armando Martínez (CUB)   | Mikhail Takov (BUL)            |
| 1986 Reno     | Angel Espinosa (CUB)     | Enrico Richter (GDR)     | Manvel Avetisyan (URS)         |
| 1986 Reno     | Angel Espinosa (CUB)     | Enrico Richter (GDR)     | Lofti Ayed (SWE)               |
| 1989 Moskva   | Israel Akopkokhyan (URS) | Torsten Schmitz (GDR)    | Rudel Obreja (ROM)             |
| 1989 Moskva   | Israel Akopkokhyan (URS) | Torsten Schmitz (GDR)    | Salem Karim Kabbary (EGY)      |
| 1991 Sydney   | Juan Carlos Lemus (CUB)  | Israel Akopkokhyan (URS) | Torsten Schmitz (GER)          |
| 1991 Sydney   | Juan Carlos Lemus (CUB)  | Israel Akopkokhyan (URS) | Ole Klemetsen (NOR)            |
| 1993 Tampere  | Francisc Vastag (ROM)    | Alfredo Duvergel (CUB)   | Sergej Karavajev (RUS)         |
| 1993 Tampere  | Francisc Vastag (ROM)    | Alfredo Duvergel (CUB)   | Geir Hitland (NOR)             |
| 1995 Berlin   | Francisc Vastag (ROM)    | Alfredo Duvergel (CUB)   | Slaviša Popović (YUG)          |
| 1995 Berlin   | Francisc Vastag (ROM)    | Alfredo Duvergel (CUB)   | Markus Beyer (GER)             |
| 1997 Budapešť | Alfredo Duvergel (CUB)   | Jermachan Ibraimov (KAZ) | Ercüment Aslan (TUR)           |
| 1997 Budapešť | Alfredo Duvergel (CUB)   | Jermachan Ibraimov (KAZ) | Adrian Diaconu (ROM)           |
| 1999 Houston  | Marian Simion (ROM)      | Jorge Gutiérrez (CUB)    | Frédéric Esther (FRA)          |
| 1999 Houston  | Marian Simion (ROM)      | Jorge Gutiérrez (CUB)    | Jermachan Ibraimov (KAZ)       |
| 2001 Belfast  | Damián Austín (CUB)      | Marian Simion (ROM)      | Ciro Fabio di Corcia (ITA)     |
| 2001 Belfast  | Damián Austín (CUB)      | Marian Simion (ROM)      | Bülent Ulusoy (TUR)            |
| 2021 Bělehrad | Yurii Zakharieiev (UKR)  | Vadim Musaev (RUS)       | Alban Beqiri (ALB)             |
| 2021 Bělehrad | Yurii Zakharieiev (UKR)  | Vadim Musaev (RUS)       | Sarkhan Aliyev (AZE)           |

## Střední váha (do 75 kg)
| Mistrovství        | Zlato                      | Stříbro                   | Bronz                          |
| ------------------ | -------------------------- | ------------------------- | ------------------------------ |
| 1974 Havana        | Rufat Riskiyev (URS)       | Alec Năstac (ROM)         | Bernd Wittenburg (GDR)         |
| 1974 Havana        | Rufat Riskiyev (URS)       | Alec Năstac (ROM)         | Dragomir Vujković (YUG)        |
| 1978 Bělehrad      | José Gómez (CUB)           | Tarmo Uusivirta (FIN)     | Slobodan Kačar (YUG)           |
| 1978 Bělehrad      | José Gómez (CUB)           | Tarmo Uusivirta (FIN)     | Ilya Angelov (BUL)             |
| 1982 Mnichov       | Bernardo Comas (CUB)       | Tarmo Uusivirta (FIN)     | Iran Barkley (USA)             |
| 1982 Mnichov       | Bernardo Comas (CUB)       | Tarmo Uusivirta (FIN)     | Pedro van Raamsdonk (NED)      |
| 1986 Reno          | Darin Allen (USA)          | Henry Maske (GDR)         | Julio Quintana (CUB)           |
| 1986 Reno          | Darin Allen (USA)          | Henry Maske (GDR)         | Ludvík Lenďák (ČSSR)           |
| 1989 Moskva        | Andrey Kurniavka (URS)     | Angel Espinosa (CUB)      | Zoltán Fuzesy (HUN)            |
| 1989 Moskva        | Andrey Kurniavka (URS)     | Angel Espinosa (CUB)      | Sven Ottke (FRG)               |
| 1991 Sydney        | Tommaso Russo (ITA)        | Alexandr Lebzjak (URS)    | Chris Johnson (CAN)            |
| 1991 Sydney        | Tommaso Russo (ITA)        | Alexandr Lebzjak (URS)    | Ramón Garbey (CUB)             |
| 1993 Tampere       | Ariel Hernández (CUB)      | Akin Kuloglu (TUR)        | Raymond Joval (NED)            |
| 1993 Tampere       | Ariel Hernández (CUB)      | Akin Kuloglu (TUR)        | Vasilij Žirov (KAZ)            |
| 1995 Berlin        | Ariel Hernández (CUB)      | Tomasz Borowski (POL)     | Mohamed Mesbahi (MAR)          |
| 1995 Berlin        | Ariel Hernández (CUB)      | Tomasz Borowski (POL)     | Dilshod Yarbekov (UZB)         |
| 1997 Budapešť      | Zsolt Erdei (HUN)          | Ariel Hernández (CUB)     | Dirk Eigenbrodt (GER)          |
| 1997 Budapešť      | Zsolt Erdei (HUN)          | Ariel Hernández (CUB)     | Jean-Paul Mendy (FRA)          |
| 1999 Houston       | Utkirbek Haydarov (UZB)    | Adrian Diaconu (ROM)      | Jevgenij Kasancev (RUS)        |
| 1999 Houston       | Utkirbek Haydarov (UZB)    | Adrian Diaconu (ROM)      | Akin Kuloglu (TUR)             |
| 2001 Belfast       | Andrey Gogolev (RUS)       | Utkirbek Haydarov (UZB)   | Yordanis Despaigne (CUB)       |
| 2001 Belfast       | Andrey Gogolev (RUS)       | Utkirbek Haydarov (UZB)   | Carl Froch (ENG)               |
| 2003 Bangkok       | Gennady Golovkin (KAZ)     | Oleg Mashkin (UKR)        | Yordanis Despaigne (CUB)       |
| 2003 Bangkok       | Gennady Golovkin (KAZ)     | Oleg Mashkin (UKR)        | Nikola Sjekloca (SCG)          |
| 2005 Mien-jang     | Matvey Korobov (RUS)       | Ismayl Sillakh (UKR)      | Emilio Correa (CUB)            |
| 2005 Mien-jang     | Matvey Korobov (RUS)       | Ismayl Sillakh (UKR)      | Mohammed Hikal (EGY)           |
| 2007 Chicago       | Matvey Korobov (RUS)       | Alfonso Blanco (VEN)      | Bachtijar Artajev (KAZ)        |
| 2007 Chicago       | Matvey Korobov (RUS)       | Alfonso Blanco (VEN)      | Sergiy Derevyanchenko (UKR)    |
| 2009 Milán         | Abbos Atoev (UZB)          | Andranik Hakobyan (RUS)   | Vijender Kumar (IND)           |
| 2009 Milán         | Abbos Atoev (UZB)          | Andranik Hakobyan (RUS)   | Alfonso Blanco (VEN)           |
| 2011 Baku          | Evhen Khytrov (UKR)        | Rjóta Murata (JPN)        | Esquiva Florentino (BRA)       |
| 2011 Baku          | Evhen Khytrov (UKR)        | Rjóta Murata (JPN)        | Bogdan Juratoni (ROM)          |
| 2013 Almaty        | Zhanibek Alimkhanuly (KAZ) | Jason Quigley (IRL)       | Antony Fowler (ENG)            |
| 2013 Almaty        | Zhanibek Alimkhanuly (KAZ) | Jason Quigley (IRL)       | Artem Chebotarev (RUS)         |
| 2015 Doha          | Arlen López (CUB)          | Bektemir Melikuziev (UZB) | Hosam Abdin (EGY)              |
| 2015 Doha          | Arlen López (CUB)          | Bektemir Melikuziev (UZB) | Michael O'Reilly (IRL)         |
| 2017 Hamburg       | Oleksandr Khyzhniak (UKR)  | Abilkhan Amankul (KAZ)    | Kamran Shakhsuvarly (AZE)      |
| 2017 Hamburg       | Oleksandr Khyzhniak (UKR)  | Abilkhan Amankul (KAZ)    | Troy Isley (USA)               |
| 2019 Jekatěrinburg | Gleb Bakši (RUS)           | Eumir Marcial (PHI)       | Hebert Conceição (BRA)         |
| 2019 Jekatěrinburg | Gleb Bakši (RUS)           | Eumir Marcial (PHI)       | Tursynbay Kulachmet (KAZ)      |
| 2021 Bělehrad      | Yoenlis Hernández (CUB)    | Dzhambulat Bizhamov (RUS) | Salvatore Cavallaro (ITA)      |
| 2021 Bělehrad      | Yoenlis Hernández (CUB)    | Dzhambulat Bizhamov (RUS) | Weerapon Jongjoho ([[Země\|]]) |

## Polotěžká váha (do 81 kg)
| Mistrovství        | Zlato                       | Stříbro                    | Bronz                       |
| ------------------ | --------------------------- | -------------------------- | --------------------------- |
| 1974 Havana        | Mate Parlov (YUG)           | Oleg Korotajev (URS)       | Ottomar Sachse (GDR)        |
| 1974 Havana        | Mate Parlov (YUG)           | Oleg Korotajev (URS)       | Leon Spinks (USA)           |
| 1978 Bělehrad      | Sixto Soria (CUB)           | Tadija Kačar (YUG)         | Nikolay Erofyeev (URS)      |
| 1978 Bělehrad      | Sixto Soria (CUB)           | Tadija Kačar (YUG)         | Herbert Bauch (GDR)         |
| 1982 Mnichov       | Pablo Romero (CUB)          | Paweł Skrzecz (POL)        | Valeri Shin (URS)           |
| 1982 Mnichov       | Pablo Romero (CUB)          | Paweł Skrzecz (POL)        | Pero Tadić (YUG)            |
| 1986 Reno          | Pablo Romero (CUB)          | Loren Ross (USA)           | Damir Škaro (YUG)           |
| 1986 Reno          | Pablo Romero (CUB)          | Loren Ross (USA)           | Deyan Kirilov (BUL)         |
| 1989 Moskva        | Henry Maske (GDR)           | Pablo Romero (CUB)         | Nurmagomed Shanavazov (URS) |
| 1989 Moskva        | Henry Maske (GDR)           | Pablo Romero (CUB)         | Sandór Hranek (HUN)         |
| 1991 Sydney        | Torsten May (GER)           | Andrey Kurnyavka (URS)     | Mehmet Gurgen (TUR)         |
| 1991 Sydney        | Torsten May (GER)           | Andrey Kurnyavka (URS)     | Dale Brown (CAN)            |
| 1993 Tampere       | Ramón Garbey (CUB)          | Jacklord Jacobs (NGR)      | Dale Brown (CAN)            |
| 1993 Tampere       | Ramón Garbey (CUB)          | Jacklord Jacobs (NGR)      | Rostyslav Zaulychnyi (UKR)  |
| 1995 Berlin        | Antonio Tarver (USA)        | Dihosuany Vega (CUB)       | Thomas Ulrich (GER)         |
| 1995 Berlin        | Antonio Tarver (USA)        | Dihosuany Vega (CUB)       | Vasilij Žirov (KAZ)         |
| 1997 Budapešť      | Alexandr Lebzjak (RUS)      | Frédéric Serrat (FRA)      | Isael Alvarez (CUB)         |
| 1997 Budapešť      | Alexandr Lebzjak (RUS)      | Frédéric Serrat (FRA)      | Stephen Kirk (IRL)          |
| 1999 Houston       | Michael Simms (USA)         | John Dovi (FRA)            | Aleksey Trofimov (UKR)      |
| 1999 Houston       | Michael Simms (USA)         | John Dovi (FRA)            | Ali Ismayilov (AZE)         |
| 2001 Belfast       | Jevgenij Makarenko (RUS)    | Viktor Perun (UKR)         | John Dovi (FRA)             |
| 2001 Belfast       | Jevgenij Makarenko (RUS)    | Viktor Perun (UKR)         | Claudio Rasco (ROM)         |
| 2003 Bangkok       | Jevgenij Makarenko (RUS)    | Magomed Aripgadjiev (BLR)  | Rudolf Kraj (CZE)           |
| 2003 Bangkok       | Jevgenij Makarenko (RUS)    | Magomed Aripgadjiev (BLR)  | Aleksy Kuziemski (POL)      |
| 2005 Mien-jang     | Yerdos Dzhanabergenov (KAZ) | Marijo Šivolija (CRO)      | Utkirbek Haydarov (UZB)     |
| 2005 Mien-jang     | Yerdos Dzhanabergenov (KAZ) | Marijo Šivolija (CRO)      | Artak Malumyan (ARM)        |
| 2007 Chicago       | Abbos Atoev (UZB)           | Artur Beterbiev (RUS)      | Daugirdas Semiotas (LTU)    |
| 2007 Chicago       | Abbos Atoev (UZB)           | Artur Beterbiev (RUS)      | Yerkebuian Shynaliyev (KAZ) |
| 2009 Milán         | Artur Beterbiyev (RUS)      | Elshod Rasulov (UZB)       | Jose Larduet (CUB)          |
| 2009 Milán         | Artur Beterbiyev (RUS)      | Elshod Rasulov (UZB)       | Abdelkader Bouhenia (FRA)   |
| 2011 Baku          | Julio César La Cruz (CUB)   | Adilbek Niyazymbetov (KAZ) | Jegor Mechoncev (RUS)       |
| 2011 Baku          | Julio César La Cruz (CUB)   | Adilbek Niyazymbetov (KAZ) | Elshod Rasulov (UZB)        |
| 2013 Almaty        | Julio César La Cruz (CUB)   | Adilbek Niyazymbetov (KAZ) | Oybek Mamazulunov (UZB)     |
| 2013 Almaty        | Julio César La Cruz (CUB)   | Adilbek Niyazymbetov (KAZ) | Joe Ward (IRL)              |
| 2015 Doha          | Julio César La Cruz (CUB)   | Joe Ward (IRL)             | Elshod Rasulov (UZB)        |
| 2015 Doha          | Julio César La Cruz (CUB)   | Joe Ward (IRL)             | Pavel Silyagin (RUS)        |
| 2017 Hamburg       | Julio César La Cruz (CUB)   | Joe Ward (IRL)             | Carlos Andrés Mina (ECU)    |
| 2017 Hamburg       | Julio César La Cruz (CUB)   | Joe Ward (IRL)             | Bektemir Melikuziev (UZB)   |
| 2019 Jekatěrinburg | Bekzad Nurdauletov (KAZ)    | Dilshodbek Ruzmetov (UZB)  | Julio César la Cruz (CUB)   |
| 2019 Jekatěrinburg | Bekzad Nurdauletov (KAZ)    | Dilshodbek Ruzmetov (UZB)  | Benjamin Whittaker (ENG)    |
| 2021 Bělehrad      | Robby Gonzales (USA)        | Aliaksei Alfiorau (BLR)    | Savelii Sadoma (RUS)        |
| 2021 Bělehrad      | Robby Gonzales (USA)        | Aliaksei Alfiorau (BLR)    | Vladimir Mironchikov (SRB)  |

## Těžká váha (do 91 kg)
| Mistrovství        | Zlato                       | Stříbro                     | Bronz                       |
| ------------------ | --------------------------- | --------------------------- | --------------------------- |
| 1974 Havana        | Teófilo Stevenson (CUB)     | Marvin Stinson (USA)        | Fatai Ayinla (NGR)          |
| 1974 Havana        | Teófilo Stevenson (CUB)     | Marvin Stinson (USA)        | Rajko Miljić (YUG)          |
| 1978 Bělehrad      | Teófilo Stevenson (CUB)     | Dragomir Vujković (YUG)     | Carlos Rivera (VEN)         |
| 1978 Bělehrad      | Teófilo Stevenson (CUB)     | Dragomir Vujković (YUG)     | Jürgen Fanghänel (GDR)      |
| 1982 Mnichov       | Alexander Yagubkin (URS)    | Jürgen Fanghänel (GDR)      | Grzegorz Skrzecz (POL)      |
| 1982 Mnichov       | Alexander Yagubkin (URS)    | Jürgen Fanghänel (GDR)      | Hermenegildo Baez (CUB)     |
| 1986 Reno          | Félix Savón (CUB)           | Arnold Vanderlyde (NED)     | Svilen Rusinov (BUL)        |
| 1986 Reno          | Félix Savón (CUB)           | Arnold Vanderlyde (NED)     | Michael Bentt (USA)         |
| 1989 Moskva        | Félix Savón (CUB)           | Evgeni Sudakov (URS)        | Axel Schulz (GDR)           |
| 1989 Moskva        | Félix Savón (CUB)           | Evgeni Sudakov (URS)        | Bert Teuchert (FRG)         |
| 1991 Sydney        | Félix Savón (CUB)           | Arnold Vanderlyde (NED)     | David Tua (NZL)             |
| 1991 Sydney        | Félix Savón (CUB)           | Arnold Vanderlyde (NED)     | Chae Sung-Bae (KOR)         |
| 1993 Tampere       | Félix Savón (CUB)           | Georgi Kandelaki (NGR)      | Stéphane Allouane (FRA)     |
| 1993 Tampere       | Félix Savón (CUB)           | Georgi Kandelaki (NGR)      | Arszak Avartekyan (ARM)     |
| 1995 Berlin        | Félix Savón (CUB)           | Luan Krasniqi (GER)         | Christophe Mendy (FRA)      |
| 1995 Berlin        | Félix Savón (CUB)           | Luan Krasniqi (GER)         | Sinan Samil Sam (TUR)       |
| 1997 Budapešť      | Félix Savón (CUB)           | Mike Hanke (GER)            | Tue Bjørn Thomsen (DEN)     |
| 1997 Budapešť      | Félix Savón (CUB)           | Mike Hanke (GER)            | Giacobbe Fragomeni (ITA)    |
| 1999 Houston       | Michael Bennett (USA)       | Félix Savón (CUB)           | Kevin Evans (WAL)           |
| 1999 Houston       | Michael Bennett (USA)       | Félix Savón (CUB)           | Steffen Kretschmann (GER)   |
| 2001 Belfast       | Odlanier Solis (CUB)        | David Haye (ENG)            | Sultan Ibragimov (RUS)      |
| 2001 Belfast       | Odlanier Solis (CUB)        | David Haye (ENG)            | Vyacheslav Uselkov (UKR)    |
| 2003 Bangkok       | Odlanier Solis (CUB)        | Alexander Alexeev (RUS)     | Steffen Kretschmann (GER)   |
| 2003 Bangkok       | Odlanier Solis (CUB)        | Alexander Alexeev (RUS)     | Viktor Zuyev (BLR)          |
| 2005 Mien-jang     | Alexander Alexeev (RUS)     | Elchin Alizade (AZE)        | Jasur Mazhanov (UZB)        |
| 2005 Mien-jang     | Alexander Alexeev (RUS)     | Elchin Alizade (AZE)        | Alexander Povernov (GER)    |
| 2007 Chicago       | Clemente Russo (ITA)        | Rachim Čachkijev (RUS)      | John M'Bumba (FRA)          |
| 2007 Chicago       | Clemente Russo (ITA)        | Rachim Čachkijev (RUS)      | Nijiati Yushan (CHN)        |
| 2009 Milán         | Jegor Mechoncev (RUS)       | Osmai Acosta (CUB)          | John M'Bumba (FRA)          |
| 2009 Milán         | Jegor Mechoncev (RUS)       | Osmai Acosta (CUB)          | Oleksandr Usyk (UKR)        |
| 2011 Baku          | Oleksandr Usyk (UKR)        | Teymur Mammadov (AZE)       | Siarhei Karneyeu (BLR)      |
| 2011 Baku          | Oleksandr Usyk (UKR)        | Teymur Mammadov (AZE)       | Wang Xuanxuan (CHN)         |
| 2013 Almaty        | Clemente Russo (ITA)        | Jevgenij Tiščenko (RUS)     | Teymur Mammadov (AZE)       |
| 2013 Almaty        | Clemente Russo (ITA)        | Jevgenij Tiščenko (RUS)     | Yamil Peralta (ARG)         |
| 2015 Doha          | Jevgenij Tiščenko (RUS)     | Erislandy Savón (CUB)       | Abdulkadir Abdullayev (AZE) |
| 2015 Doha          | Jevgenij Tiščenko (RUS)     | Erislandy Savón (CUB)       | Gevorg Manukian (UKR)       |
| 2017 Hamburg       | Erislandy Savón (CUB)       | Jevgenij Tiščenko (RUS)     | Sanjar Tursunov (UZB)       |
| 2017 Hamburg       | Erislandy Savón (CUB)       | Jevgenij Tiščenko (RUS)     | Vasily Levit (KAZ)          |
| 2019 Jekatěrinburg | Muslim Gadžimagomedov (RUS) | Julio Castillo (ECU)        | Vasily Levit (KAZ)          |
| 2019 Jekatěrinburg | Muslim Gadžimagomedov (RUS) | Julio Castillo (ECU)        | Radoslav Pantalejev (BUL)   |
| 2021 Bělehrad      | Julio César La Cruz (CUB)   | Aziz Abbes Mouhiidine (ITA) | Madiyar Saydrakhimov (UZB)  |
| 2021 Bělehrad      | Julio César La Cruz (CUB)   | Aziz Abbes Mouhiidine (ITA) | Enmanuel Reyes (ESP)        |

## Supertěžká váha (nad 91 kg)
| Mistrovství        | Zlato                       | Stříbro                      | Bronz                     |
| ------------------ | --------------------------- | ---------------------------- | ------------------------- |
| 1982 Mnichov       | Tyrell Biggs (USA)          | Francesco Damiani (ITA)      | Peter Hussing (FRG)       |
| 1982 Mnichov       | Tyrell Biggs (USA)          | Francesco Damiani (ITA)      | Petar Stoymenov (BUL)     |
| 1986 Reno          | Teófilo Stevenson (CUB)     | Alex García (USA)            | Vyacheslav Yakovlev (URS) |
| 1986 Reno          | Teófilo Stevenson (CUB)     | Alex García (USA)            | Biaggio Chianese (ITA)    |
| 1989 Moskva        | Roberto Balado (CUB)        | Alexandr Mirošničenko (URS)  | Maik Heydeck (GDR)        |
| 1989 Moskva        | Roberto Balado (CUB)        | Alexandr Mirošničenko (URS)  | Ladislav Husarik (TCH)    |
| 1991 Sydney        | Roberto Balado (CUB)        | Svilen Rusinov (BUL)         | Jevgenij Bělousov (URS)   |
| 1991 Sydney        | Roberto Balado (CUB)        | Svilen Rusinov (BUL)         | Larry Donald (USA)        |
| 1993 Tampere       | Roberto Balado (CUB)        | Svilen Rusinov (NGR)         | Jevgenij Bělousov (RUS)   |
| 1993 Tampere       | Roberto Balado (CUB)        | Svilen Rusinov (NGR)         | Jo-el Scott (ARM)         |
| 1995 Berlin        | Alexej Lezin (RUS)          | Vitalij Kličko (UKR)         | René Monse (GER)          |
| 1995 Berlin        | Alexej Lezin (RUS)          | Vitalij Kličko (UKR)         | Lawrence Clay-Bey (USA)   |
| 1997 Budapešť      | Georgi Kandelaki (GEO)      | Alexis Rubalcaba (CUB)       | Sergei Liakhovich (BLR)   |
| 1997 Budapešť      | Georgi Kandelaki (GEO)      | Alexis Rubalcaba (CUB)       | Paolo Vidoz (ITA)         |
| 1999 Houston       | Sinan Samil Sam (TUR)       | Mukhtarkhan Dildabekov (KAZ) | Felix Dyachuk (RUS)       |
| 1999 Houston       | Sinan Samil Sam (TUR)       | Mukhtarkhan Dildabekov (KAZ) | Paolo Vidoz (ITA)         |
| 2001 Belfast       | Ruslan Čagajev (UZB)        | Aleksey Masikin (UKR)        | Vitali Boot (GER)         |
| 2001 Belfast       | Ruslan Čagajev (UZB)        | Aleksey Masikin (UKR)        | Pedro Carrión (CUB)       |
| 2003 Bangkok       | Alexandr Povětkin (RUS)     | Pedro Carrión (CUB)          | Sebastian Köber (GER)     |
| 2003 Bangkok       | Alexandr Povětkin (RUS)     | Pedro Carrión (CUB)          | Rustam Saidov (UZB)       |
| 2005 Mien-jang     | Odlanier Solís (CUB)        | Roman Romanchuk (RUS)        | Roberto Cammarelle (ITA)  |
| 2005 Mien-jang     | Odlanier Solís (CUB)        | Roman Romanchuk (RUS)        | Kubrat Pulev (BUL)        |
| 2007 Chicago       | Roberto Cammarelle (ITA)    | Vyacheslav Glazkov (UKR)     | Zhang Zhilei (CHN)        |
| 2007 Chicago       | Roberto Cammarelle (ITA)    | Vyacheslav Glazkov (UKR)     | Islam Timurziev (RUS)     |
| 2009 Milán         | Roberto Cammarelle (ITA)    | Roman Kapitanenko (UKR)      | Viktar Zuyeu (BLR)        |
| 2009 Milán         | Roberto Cammarelle (ITA)    | Roman Kapitanenko (UKR)      | Zhang Zhilei (CHN)        |
| 2011 Baku          | Magomedrasul Medžidov (AZE) | Anthony Joshua (ENG)         | Erik Pfeifer (GER)        |
| 2011 Baku          | Magomedrasul Medžidov (AZE) | Anthony Joshua (ENG)         | Ivan Dyčko (KAZ)          |
| 2013 Almaty        | Magomedrasul Medžidov (AZE) | Ivan Dyčko (KAZ)             | Roberto Cammarelle (ITA)  |
| 2013 Almaty        | Magomedrasul Medžidov (AZE) | Ivan Dyčko (KAZ)             | Erik Pfeifer (GER)        |
| 2015 Dauhá         | Tony Yoka (FRA)             | Ivan Dyčko (KAZ)             | Bakhodyr Jalolov (UZB)    |
| 2015 Dauhá         | Tony Yoka (FRA)             | Ivan Dyčko (KAZ)             | Joseph Joyce (GBR)        |
| 2017 Hamburg       | Magomedrasul Medžidov (AZE) | Kamshybek Kunkabayev (KAZ)   | Fokou Arsene (CMR)        |
| 2017 Hamburg       | Magomedrasul Medžidov (AZE) | Kamshybek Kunkabayev (KAZ)   | Joseph Goodall (AUS)      |
| 2019 Jekatěrinburg | Bakhodyr Jalolov (UZB)      | Kamšybek Kunkabajev (KAZ)    | Justis Huni (AUS)         |
| 2019 Jekatěrinburg | Bakhodyr Jalolov (UZB)      | Kamšybek Kunkabajev (KAZ)    | Maksim Babanin (RUS)      |
| 2021 Bělehrad      | Mark Petrovskii (RUS)       | Davit Chaloyan (ARM)         | Mahammad Abdullayev (AZE) |
| 2021 Bělehrad      | Mark Petrovskii (RUS)       | Davit Chaloyan (ARM)         | Nigel Paul (TTO)          |